# 瀬戸市立水南小学校
瀬戸市立水南小学校（せとしりつ すいなんしょうがっこう）は、愛知県瀬戸市東松山町154にある公立小学校。瀬戸市の中央部、名鉄瀬戸線と愛知環状鉄道が交差する地域に位置し、付近を国道155号が走る。

## 歴史

### 沿革
瀬戸市立小学校の中で9番目に歴史が古い。東春日井郡水野村の水野村立水野尋常高等小学校分教場が前身である。1936年（昭和11年）4月、分教場から独立して水野第一尋常小学校として開校した。初代校長は波多野昇。開校当初の児童数は193名、学級数は6学級だった。創立時は教室数や教員数も不足していたため、「二部教授」（午前と午後にわけて、別の児童が登校して行う授業）が行われていたが、やがて廃止された。
1944年（昭和19年）12月の名古屋大空襲の際には、高射砲破片や機関銃などが本校の校庭にも落下した。
2001年5月6日には水南小学校で収録されたテレビ番組「課外授業 ようこそ先輩」（NHK）が放送された。来校した先輩は古生物学者の冨田幸光。ナレーターを務めたのはザ・ドリフターズのいかりや長介。2007年3月10日には防犯カメラ設置についてNHKの取材を受け、生放送番組「ほっとイブニング」で紹介された。2008年8月26日、テレビ東京系列（テレビ愛知）放送の夏の特番『からくりNEOドミノ甲子園』に中部ブロック代表として出演。サポーターとして元モーニング娘。の矢口真里が本校を訪れている。
新たな住宅地の造成、マンション建設が行われているため、2001年（平成13年）の新入生は136名であり、近年では最多となった。これ以降も毎年120名以上の新入生を迎え、市内でも有数の大規模校へと変貌している。校区内の急激な人口増加による学級増のため、2003年（平成15年）には南校舎が完成した。2005年（平成17年）の児童数741名をピークに、徐々に児童数が減少しはじめ、2016年（平成28年）時点では児童数543名、学級数も1学年4学級から3学級となっている。

### 年表
- 1936年（昭和11年）- 水野第一尋常小学校として開校[1]。校章・校歌制定。
- 1941年（昭和16年）- 国民学校令により水野村立南国民学校と改称。
- 1947年（昭和22年）- 学制改革により水野村立南小学校と改称。
- 1951年（昭和26年）5月3日 - 水野村が瀬戸市へ合併し、瀬戸市立水南小学校と改称。
- 1952年（昭和27年）- 校章改訂・第二校歌制定（ともに現在のもの）。
- 1960年（昭和35年）- 水南公民館兼講堂竣工。
- 1965年（昭和40年）- 創立30周年記念行事を行い「水南三十年のあゆみ」発行。
- 1971年（昭和46年）- 校舎改築。
- 1972年（昭和47年）- 運動場拡張。
- 1973年（昭和48年）- ジャンボすべり台完成。
- 1980年（昭和55年）- 屋内運動場竣工。
- 1981年（昭和56年）- 特別教室棟増築。
- 1982年（昭和57年）- プール竣工。
- 1985年（昭和60年）- 創立50周年行事を行い記念誌を発行。タイムカプセルの封印（2015年に開封予定）校歌碑の建立。
- 1995年（平成7年）- 創立60周年記念下敷きを作成配布。
- 1996年（平成8年）- 文部省より「体力つくり推進校」の指定を受ける。
- 1998年（平成10年）- 「体力つくり推進校」研究発表会。
- 2001年（平成13年）- NHKテレビ「課外授業 ようこそ先輩」の収録 5月6日に放送。5組（特殊学級）開設。ホームページ開設。
- 2003年（平成15年）- 南校舎完成。「まめなし」瀬戸市の天然記念物に指定される。
- 2004年（平成16年）- 東児童玄関設置。
- 2005年（平成17年）- 創立70周年記念 航空写真 撮影。新学級「6組」設置。
- 2007年（平成19年）- スクールカウンセラー拠点校に指定。附属池田小事件を受け防犯カメラ設置。
- 2008年（平成20年）- テレビ愛知放送の夏の特番『からくりNEOドミノ甲子園』に中部ブロック代表として出演。
- 2010年（平成22年）- 「cop10記念植樹祭」開催。
- 2014年（平成26年）- 愛知教育大学教職大学院連携協力校に指定される。
- 2016年（平成28年）- 創立80周年[1]。

### 児童数の変遷
『愛知県小中学校誌』（2018年）によると、児童数の変遷は以下の通りである。
| 1947年（昭和22年） | 518人 |  |
| 1957年（昭和32年） | 538人 |  |
| 1967年（昭和42年） | 464人 |  |
| 1977年（昭和52年） | 641人 |  |
| 1987年（昭和62年） | 684人 |  |
| 1997年（平成9年）  | 516人 |  |
| 2007年（平成19年） | 721人 |  |
| 2017年（平成29年） | 541人 |  |

## 地理

### 通学区域
- 瀬戸市
  - 西追分町、東横山町、水南町、苗場町、東松山町、小金町、進陶町[以下を除く188～196番]、西松山町1～4丁目、北松山町1～2丁目、上松山町1～2丁目[2]

瀬戸市は公立学校選択制を導入している。

### 進学先中学校
- 瀬戸市立南山中学校

## 交通
- 名鉄瀬戸線新瀬戸駅または瀬戸市役所前駅から徒歩

## 著名な卒業生
- 冨田幸光（古生物学者、国立科学博物館名誉研究員）
- 川本武史（競泳選手）